# 东方羊茅
东方羊茅（学名：Festuca arundinacea sp. orientalis）为禾本科羊茅属下的一个亚种。